# Cambridge Sculpture Trails
Cambridge Sculpture Trails is een combinatie van drie beeldenroutes in de Engelse universiteitsstad Cambridge. De gecombineerde beeldenroute omvat bijna 60 werken van Engelse beeldhouwers.

## De beeldenroute
De beeldenroute bestaat sinds 2009 uit drie onderdelen, die afzonderlijk kunnen worden bezocht:
- Sculpture Trail 1: South Cambridge
- Sculpture Trail 2: City Center
- Sculpture Trail 3: West Cambridge

## Beeldenroute 1
1. Onbekende kunstenaar: Ceres (jaren 30), Station Road
2. Robert Tait McKenzie: Oorlogsmonument Coming Home (1922)
3. Onbekende kunstenaar: Reliëf Kett's Oak (1962/63), Station Road
4. Helaine Blumenfeld: Chauvinist (1990), Hills Road
5. Eric Sorenson: Crystalline design, Union Road
6. Kathleen Scott: Head of Robert Falcon Scott (1934), Scott Polar Reasearch Institute - Lensfield Road
7. Kathleen Scott: Youth (1920), Scott Polar Research Institute
8. Inukshuk beeld: Cairn in the shape of a man (1979), Scott Polar Research Institute
9. Kenneth Martin: Abstract (1967), Trumpington Street
10. Fitzwilliam Museum: wisseltentoonstelling sculpturen voor het museumgebouw
11. Tessa Pullan: Untitled (1977), Regent Street/Gonvlle Place
12. Matthew Lane Sanderson: Grasshopper (2006), Gonville Place
13. Esther Joseph: The Diver (1990), entree Parkside Swimming Pool
14. Betty Rea: The Swimmers (1966), Mill Road - Parkside Swimming Pool (voltooid door John Mills)
15. Colin Rose: Two Elements Uniting to Form a Contract (2005), East Road - County Court Building
16. Peter Logan: Moonstone, Arrows and Obelisk (1990), East Road - Grafton Centre

### Fotogalerij 1

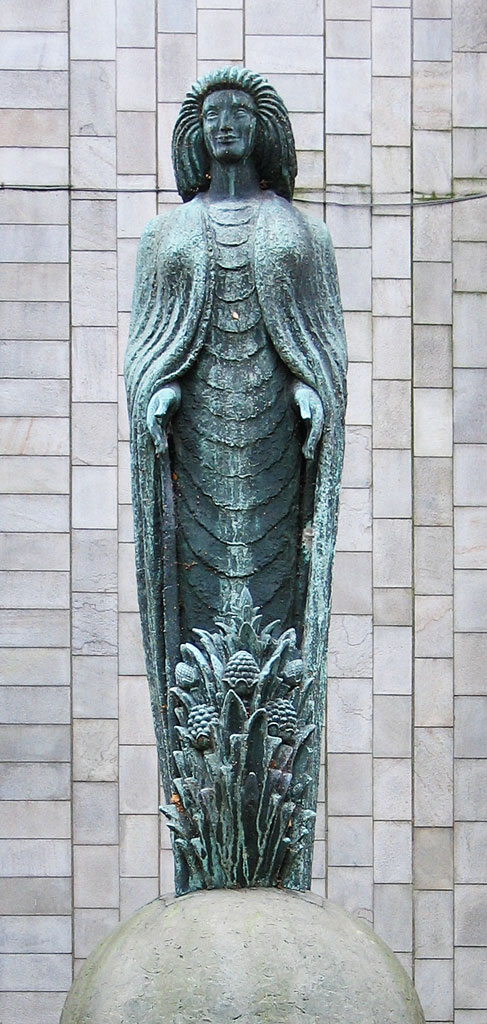
1. Ceres
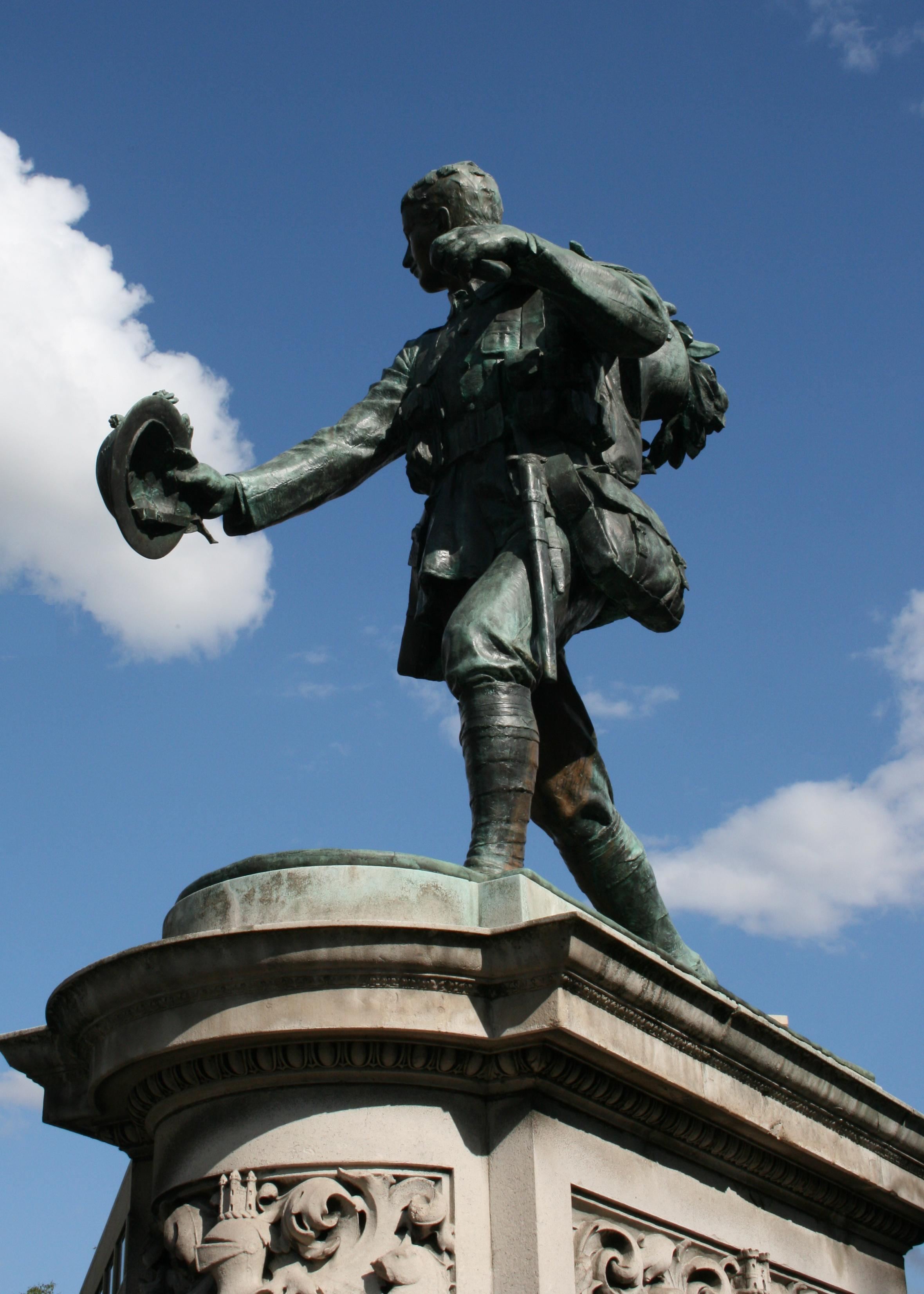
2. Coming Home
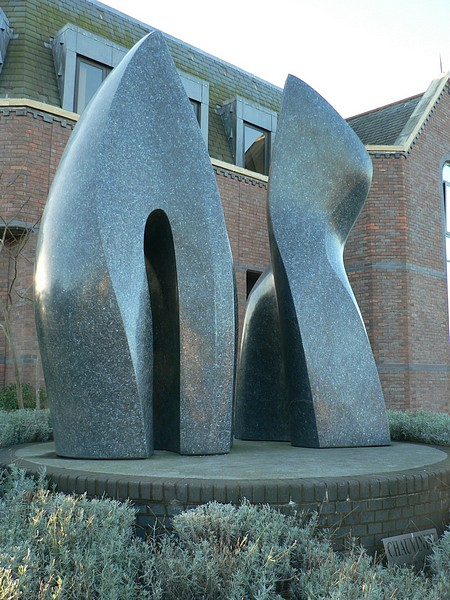
4. The Chauvinist
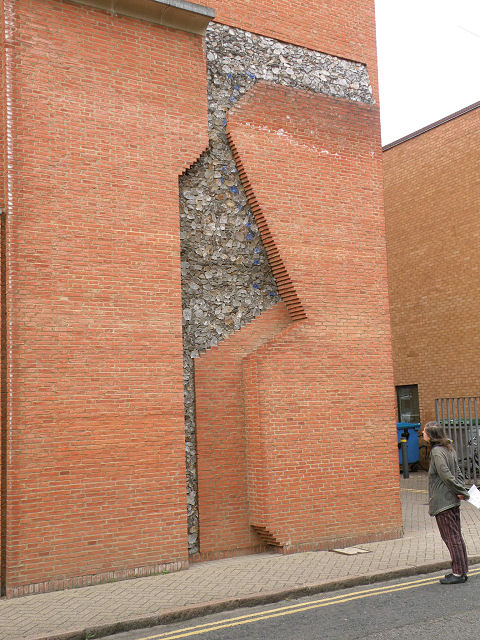
5. Crystalline design
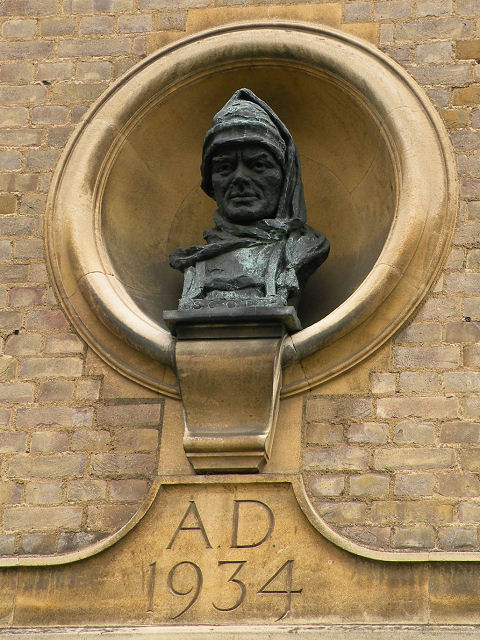
6. Head of Robert Falcon Scott
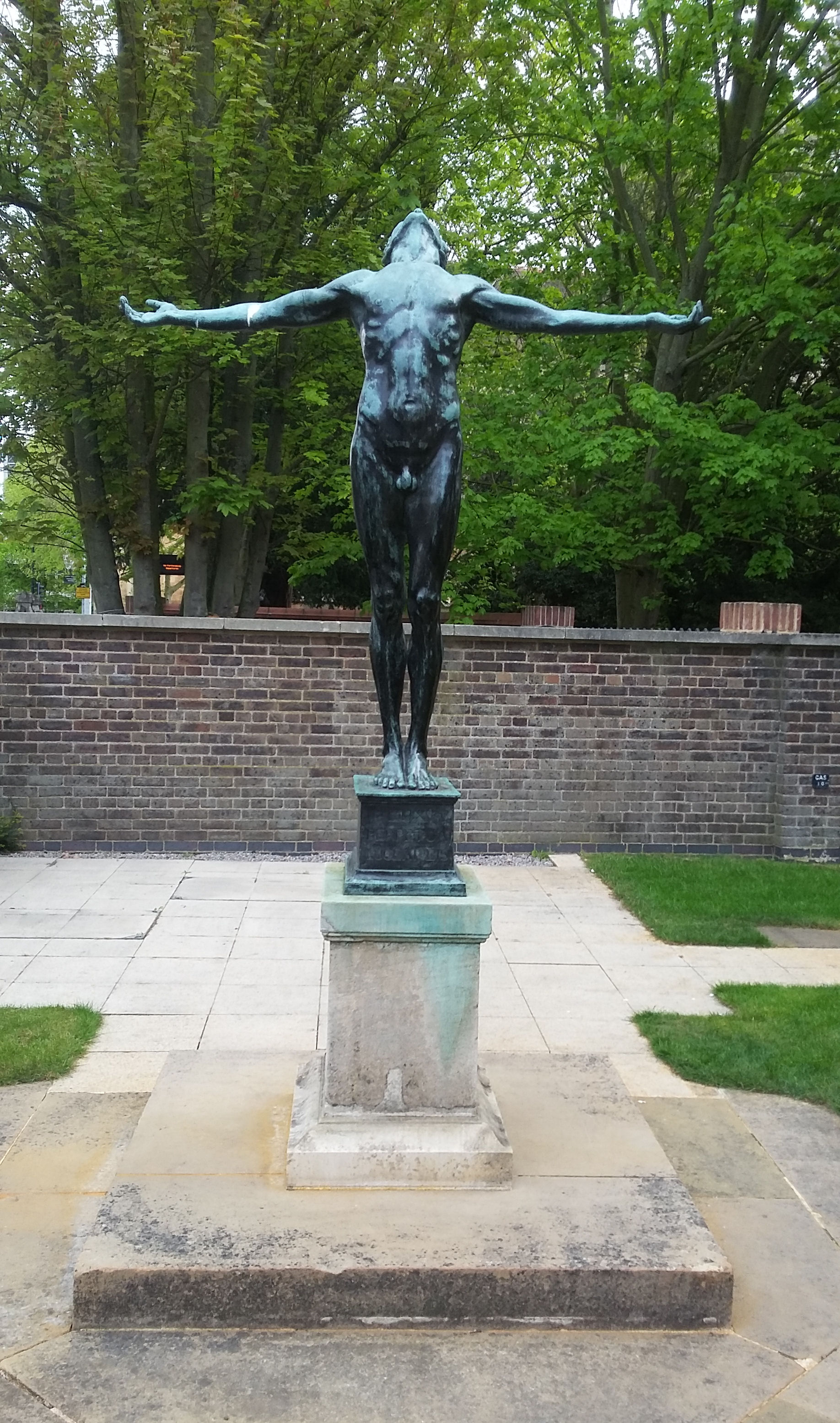
7. Youth
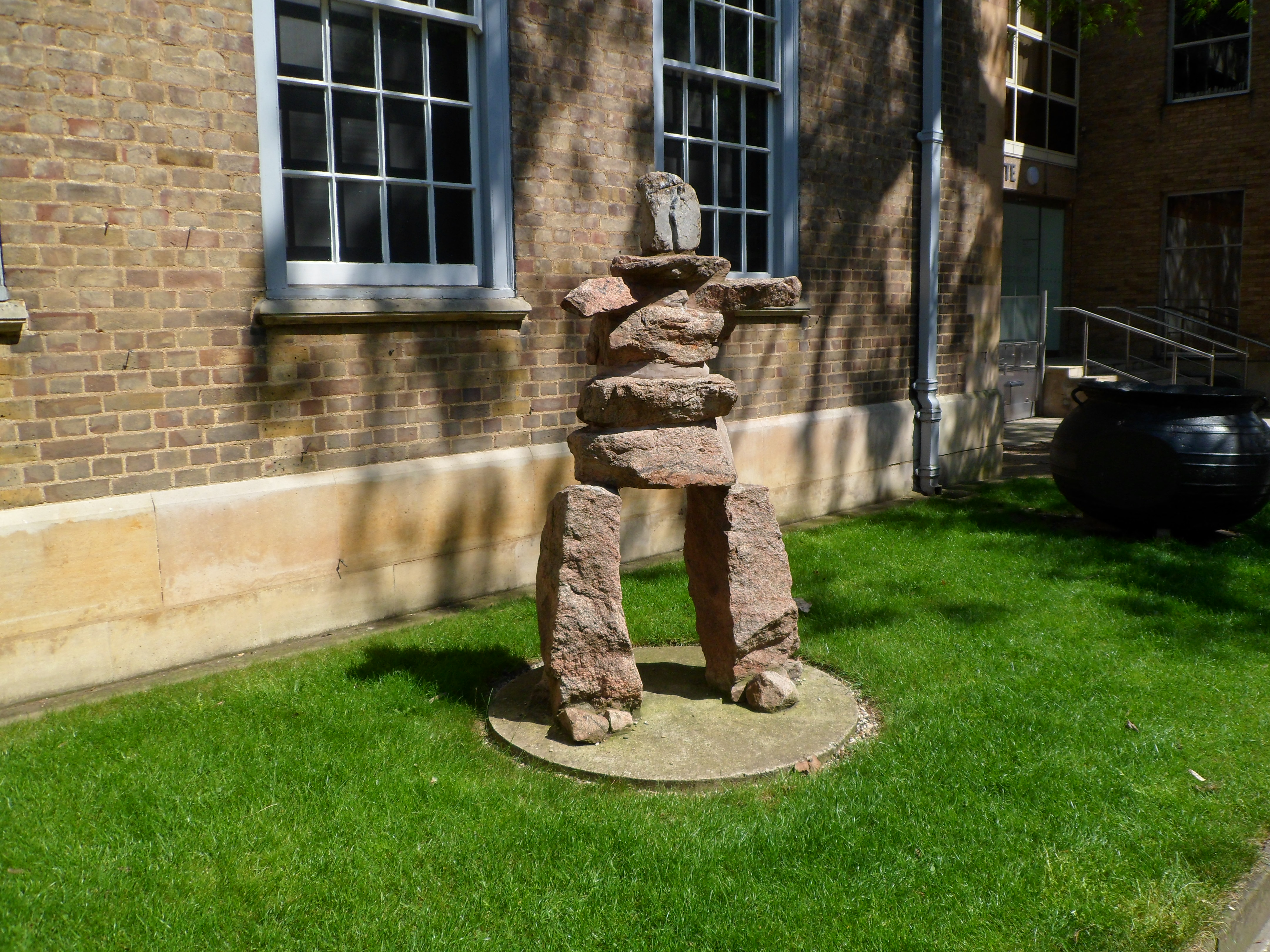
8. Inukshuk
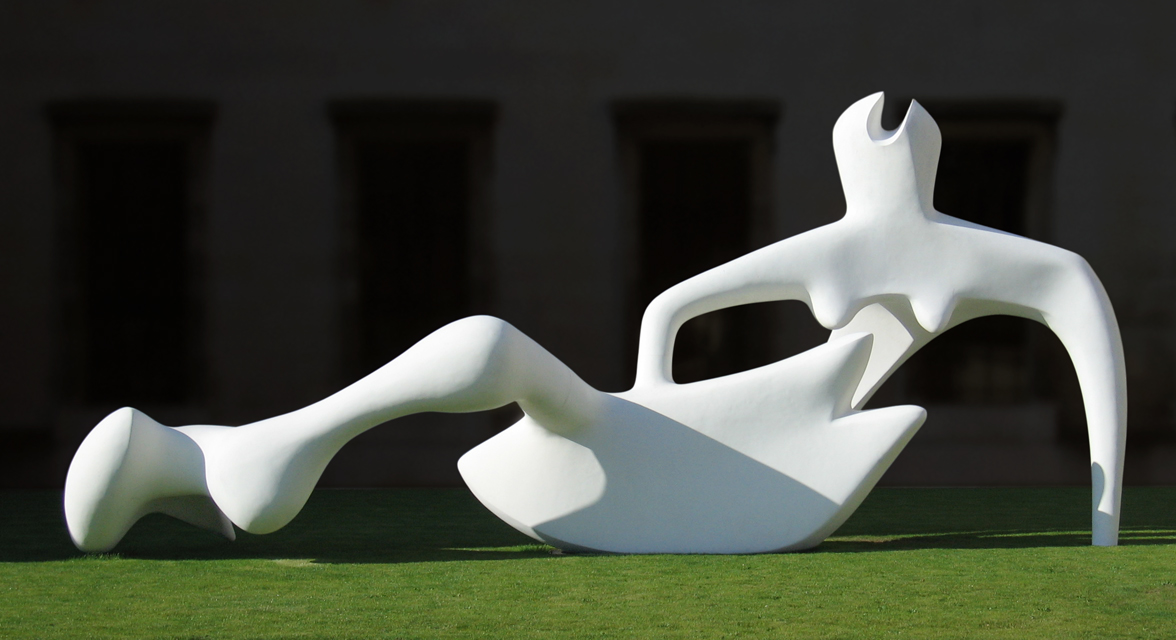
10. Reclining Figure (1951) van Henry Moore
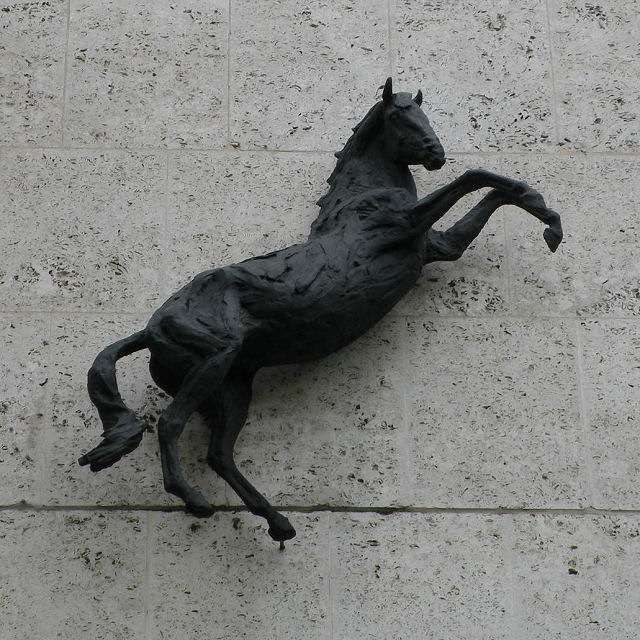
11. Untitled van Tessa Pullan
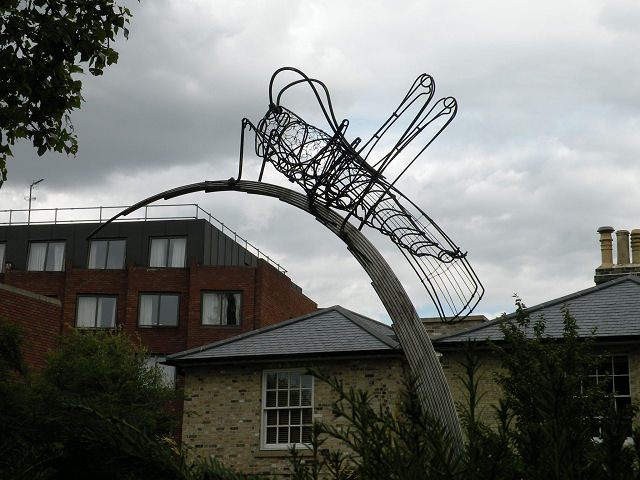
12. Grasshopper
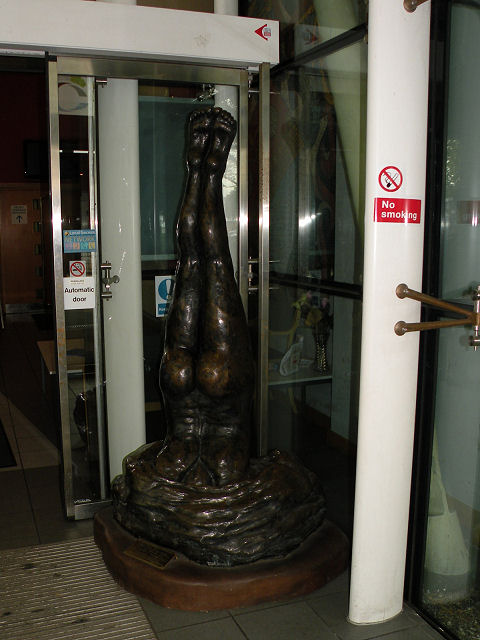
13. The Diver
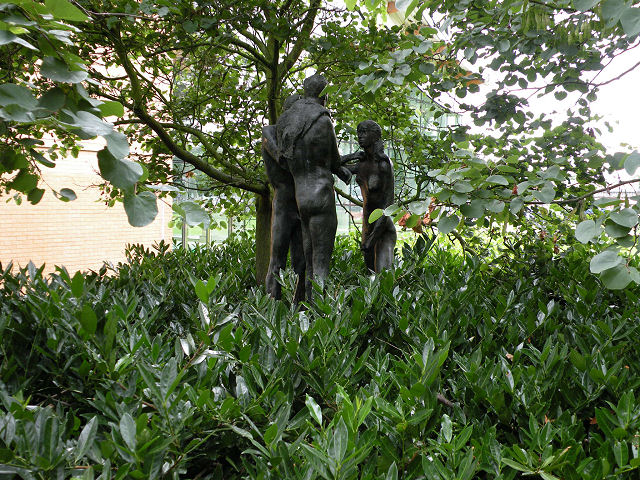
14. The Swimmers
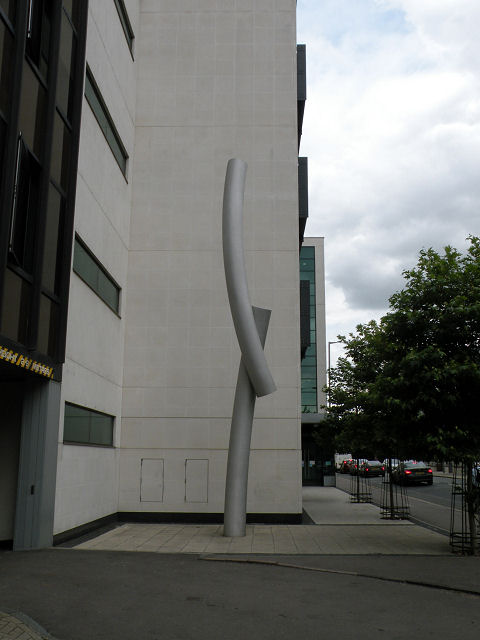
15. Two Elements Uniting to Form a Contract
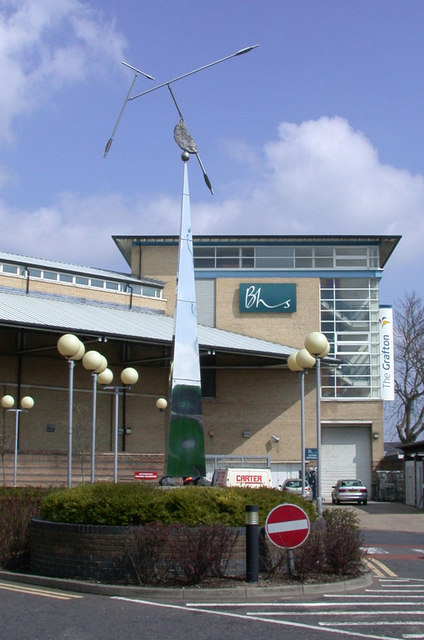
16. Moonstone, Arrows and Obelisk

## Beeldenroute 2
1. Laurence Bradshaw: 10 panelen in de deuren van de Guildhall (1933)
2. Michael Ayrton: Talos (1973)
3. Peter Randall-Page: Between the Lines (2007)
4. John Taylor en Matthew Lane Sanderson: The Corpus Clock (2008)
5. Eric Gill: Cavendish crocodile (1933)
6. Antony Gormley: Earthbound Plant (2002)[1]
7. Onbekende kunstenaar: Bears (1904), Sedgwick Museum of Natural History
8. Sophie Dickens: Mother and Child (2008)
9. Wendy Taylor: The Jester (1994)
10. Anthony Caro: Deposition (2000)
11. Tim Harrison: A Pattern of Life (2001)
12. Anthony Smith: The Young Charles Darwin (2009)
13. Barry Flanagan: The Bronze Horse (1983)
14. Barbara Hepworth: Divided Circle (1969), King's Fellow Garden
15. Charles Jencks: DNA Double Helix (2005), Clare College
16. Henry Moore: Falling Warrior (1956), Clare College
17. Phillip King: Span (1967)
18. Helaine Blumenfeld: Flame (2004)
19. Ben Barrell: Finback (2008)

### Fotogalerij 2

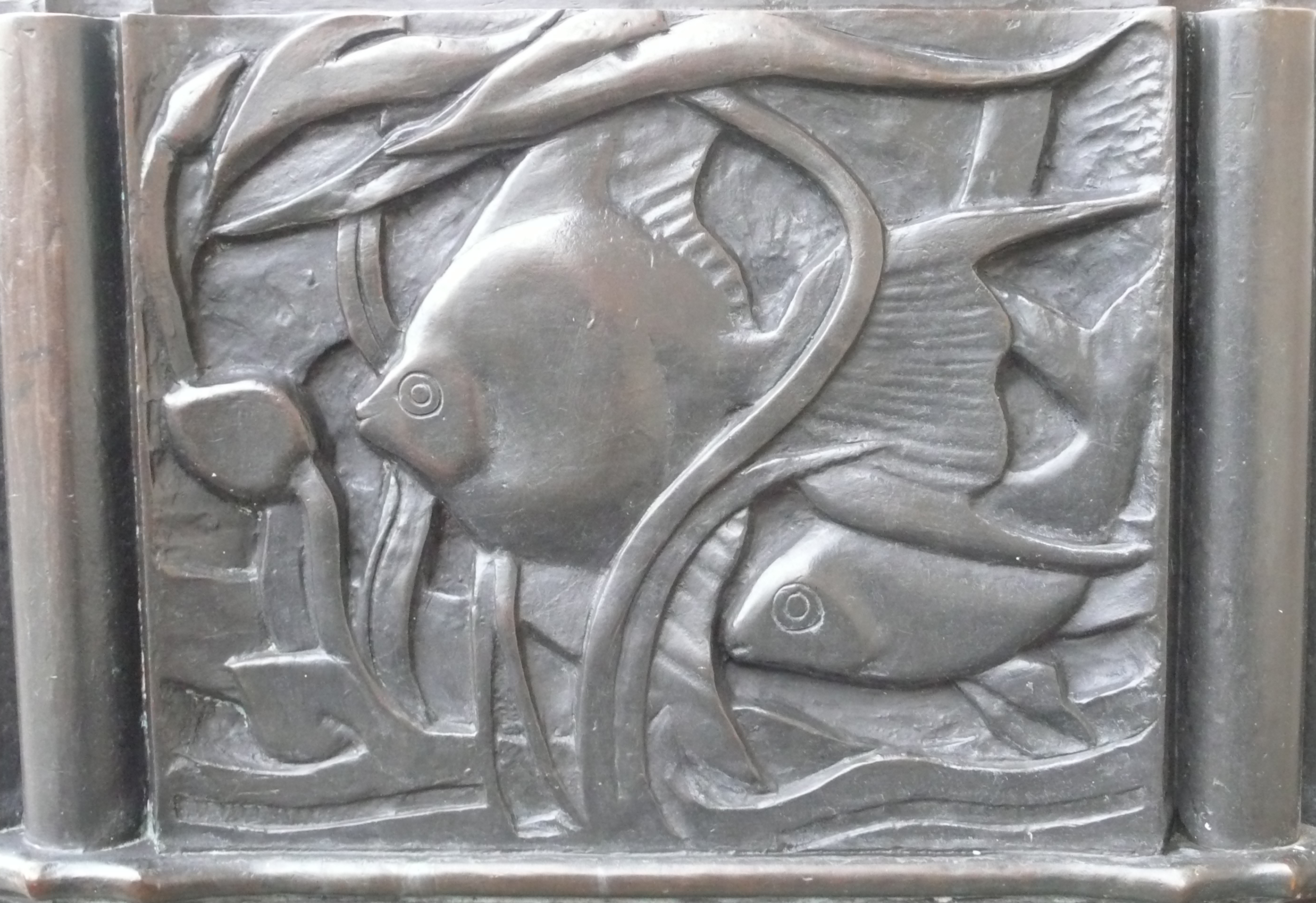
1. Een der panelen
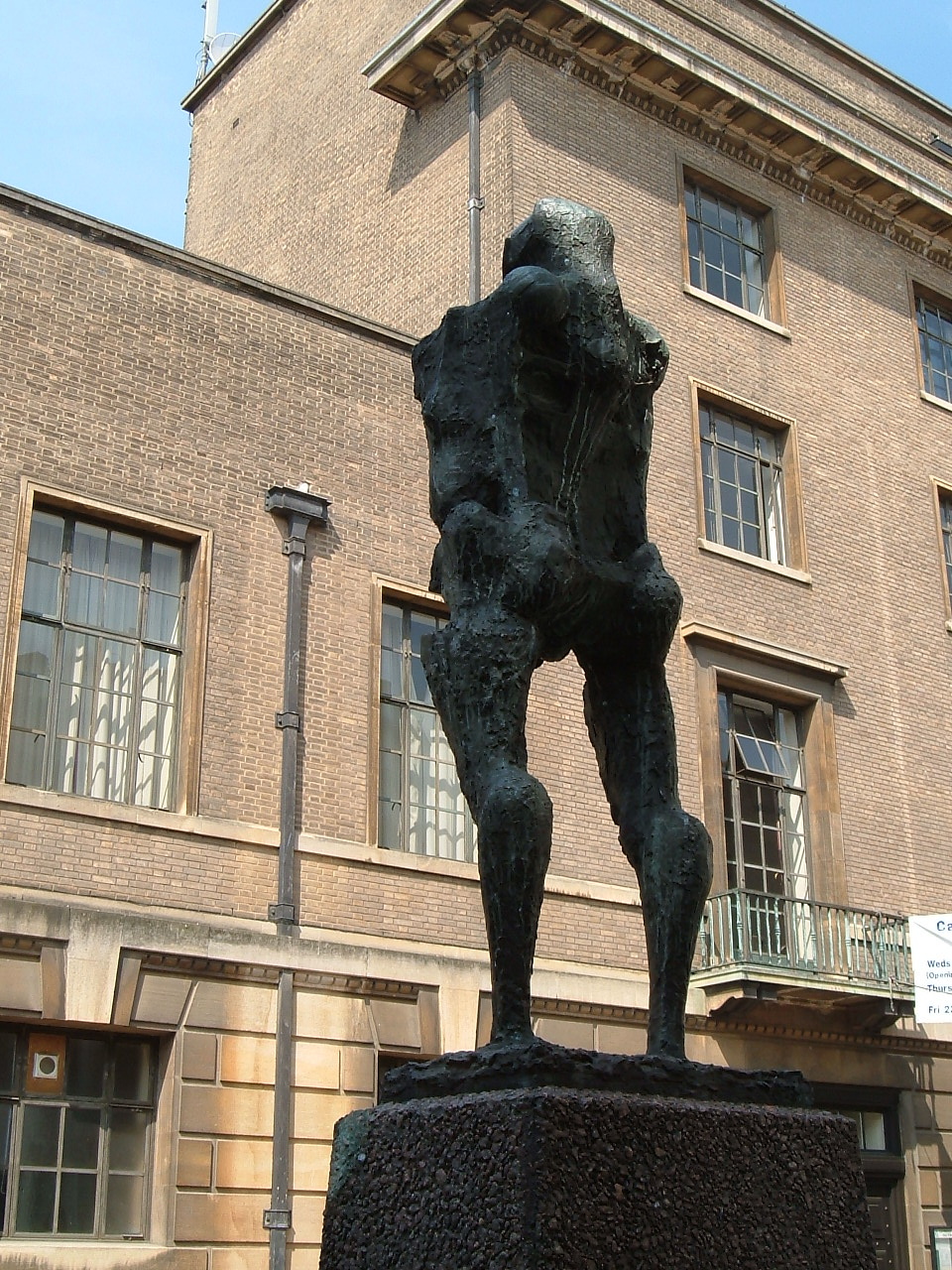
2. Talos
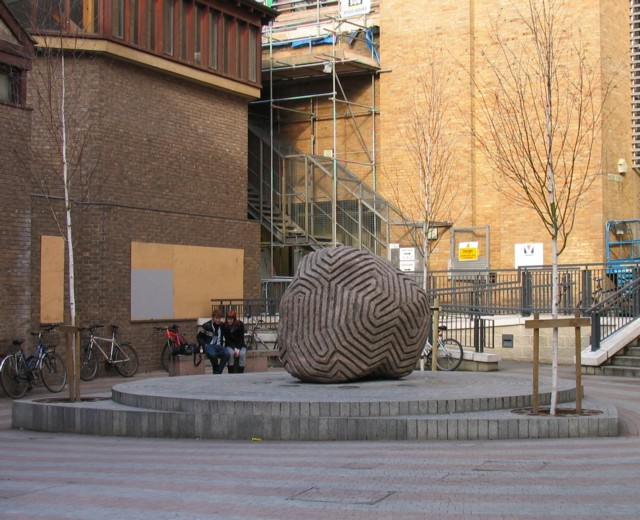
3. Between the Lines
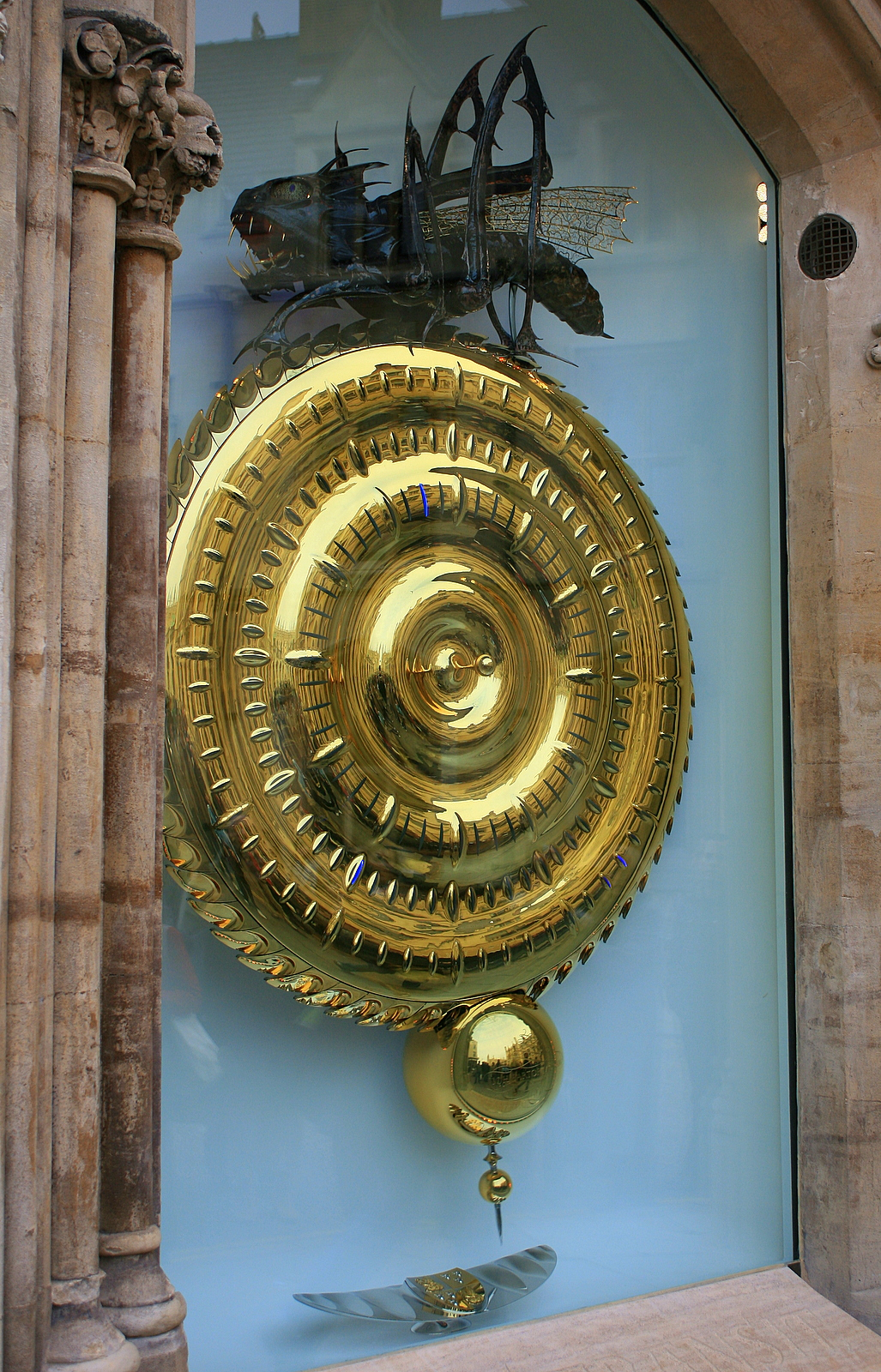
4. The Corpus Clock
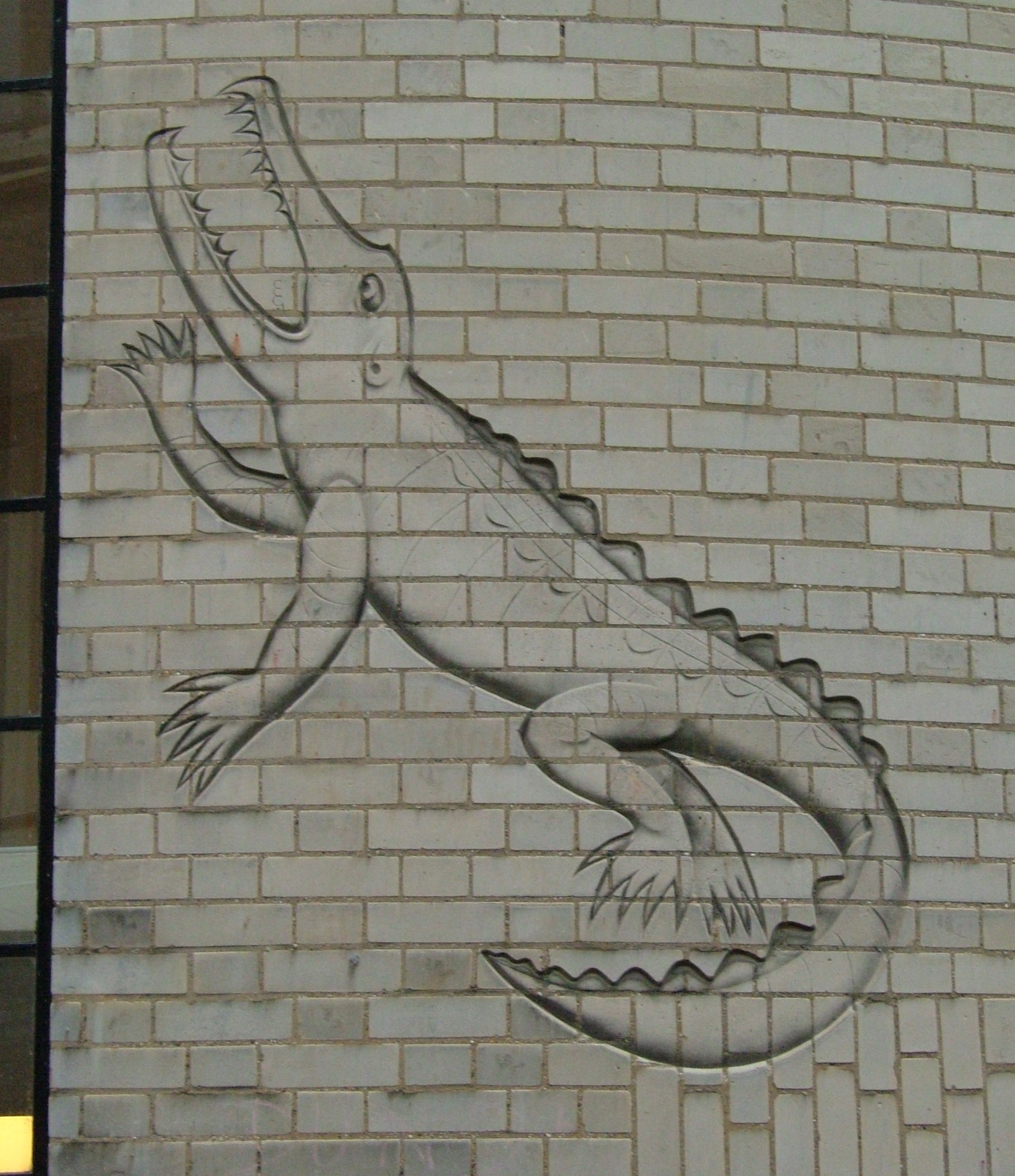
5. Cavendish crocodile
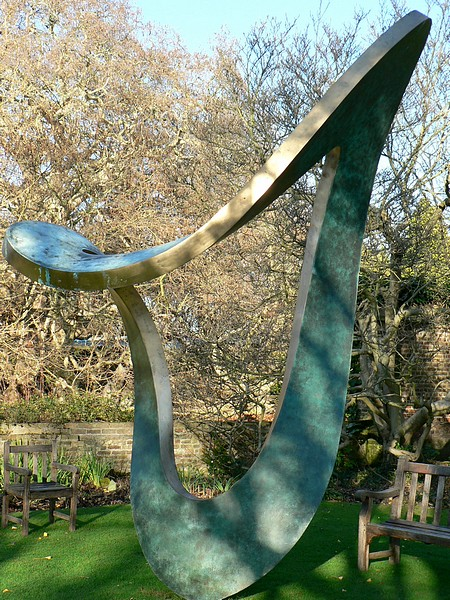
9. The Jester
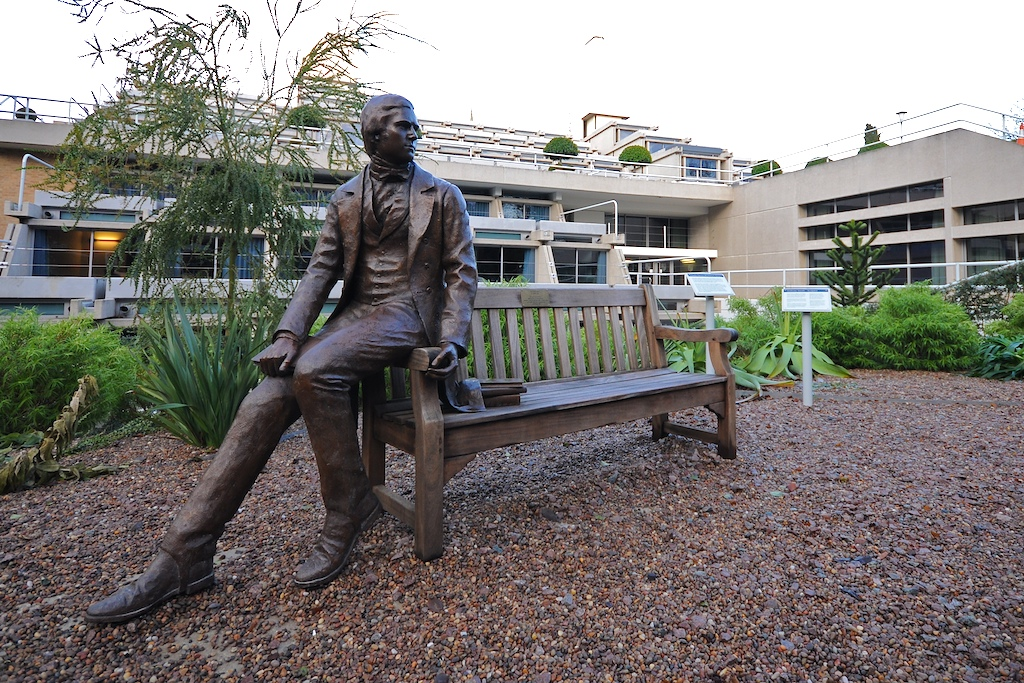
12. The Young Darwin
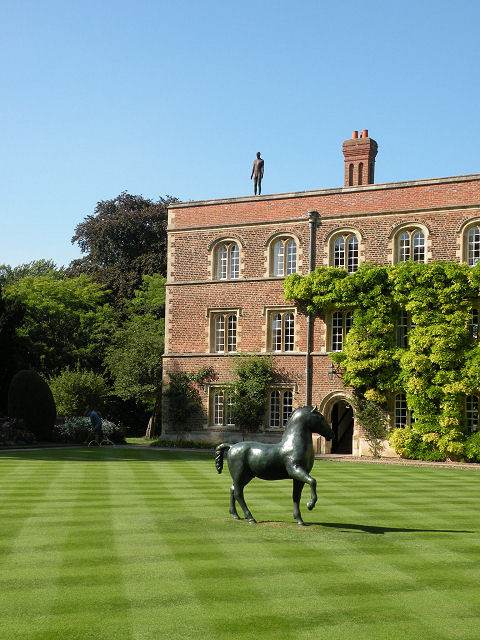
13. The Bronze Horse
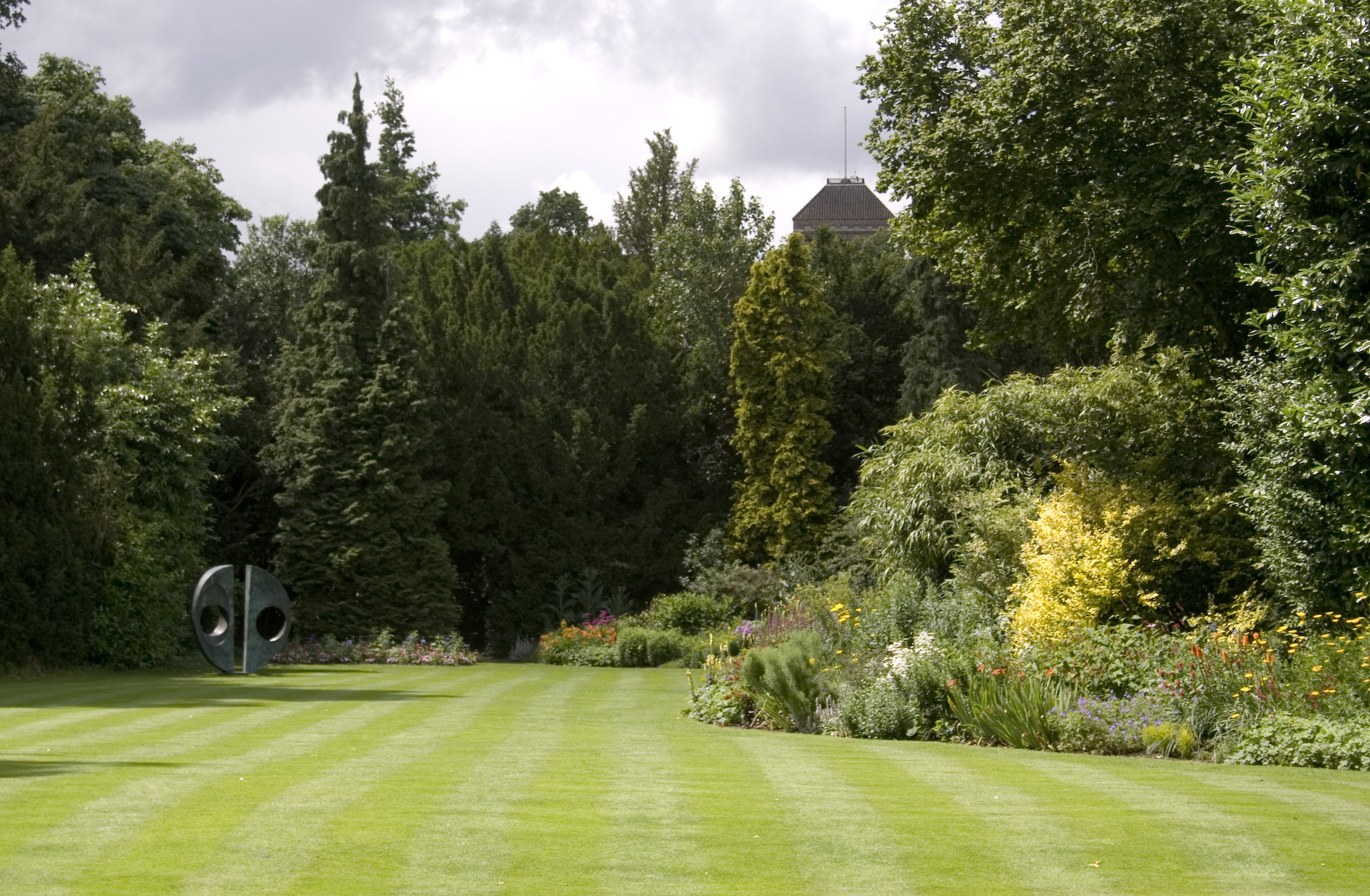
14. Divided Circle
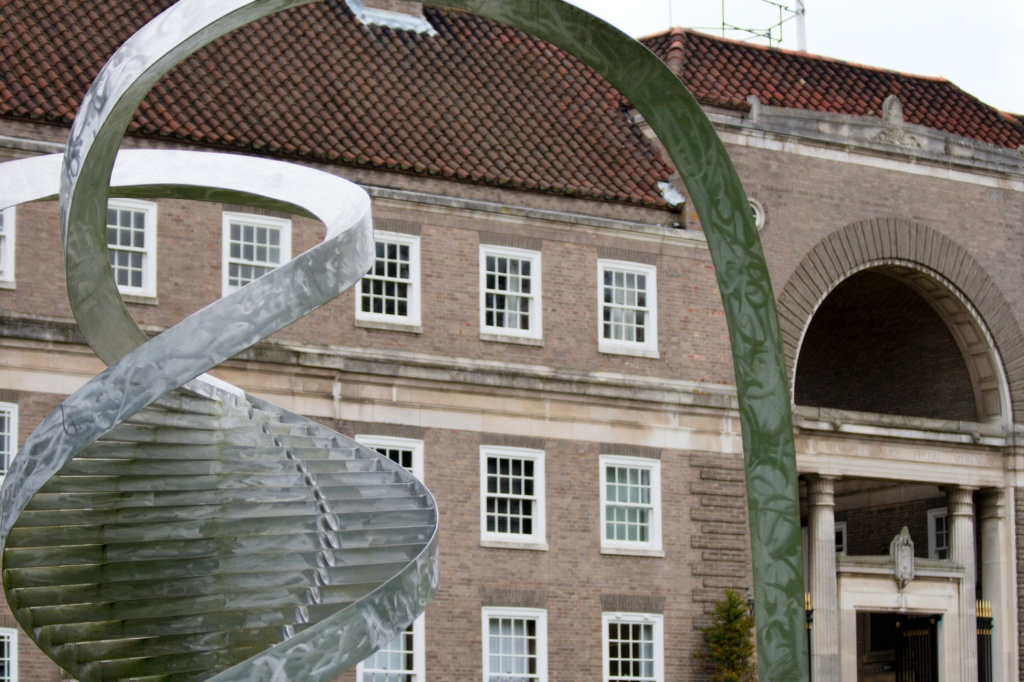
15. DNA Double Helix
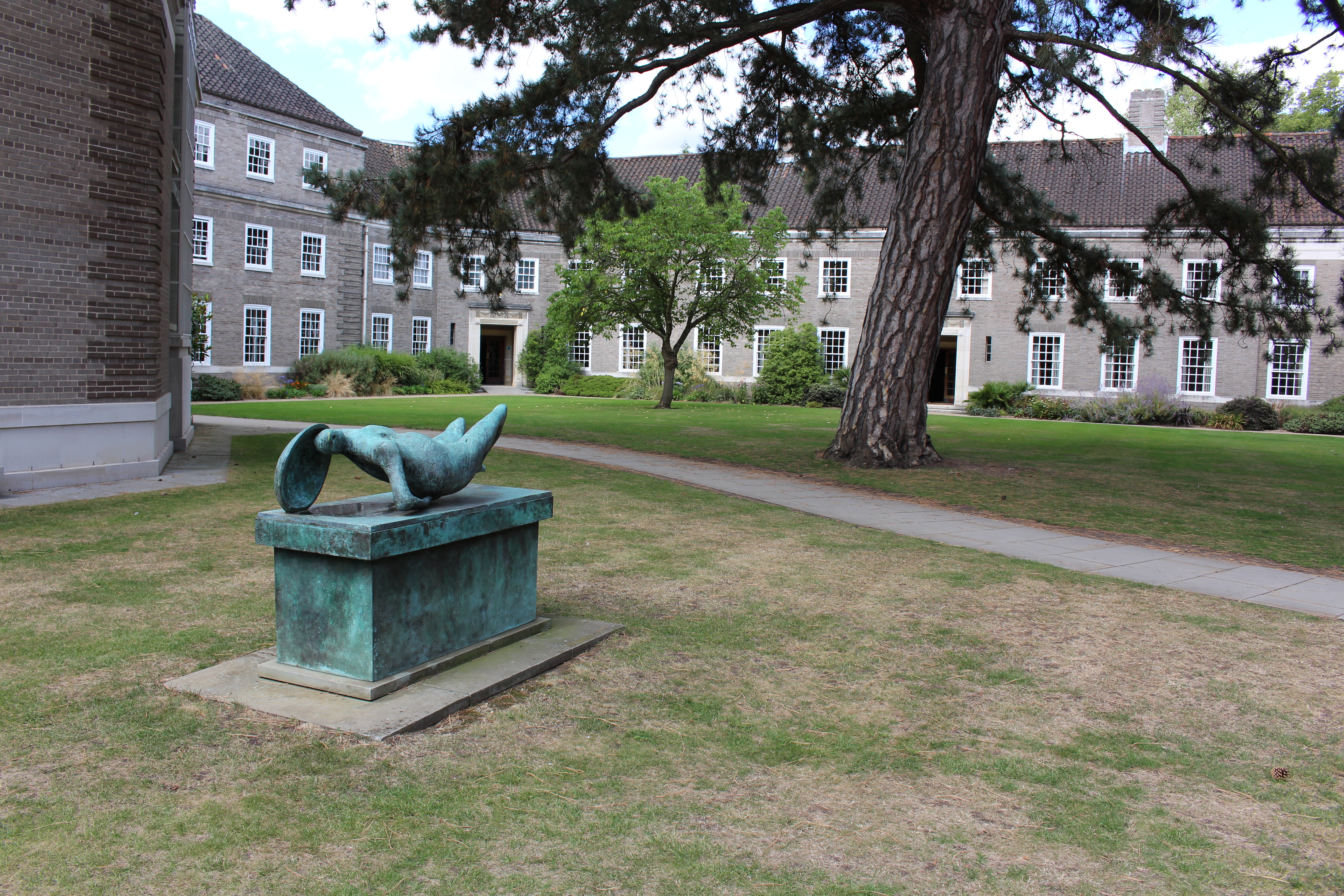
16. Falling Warrior
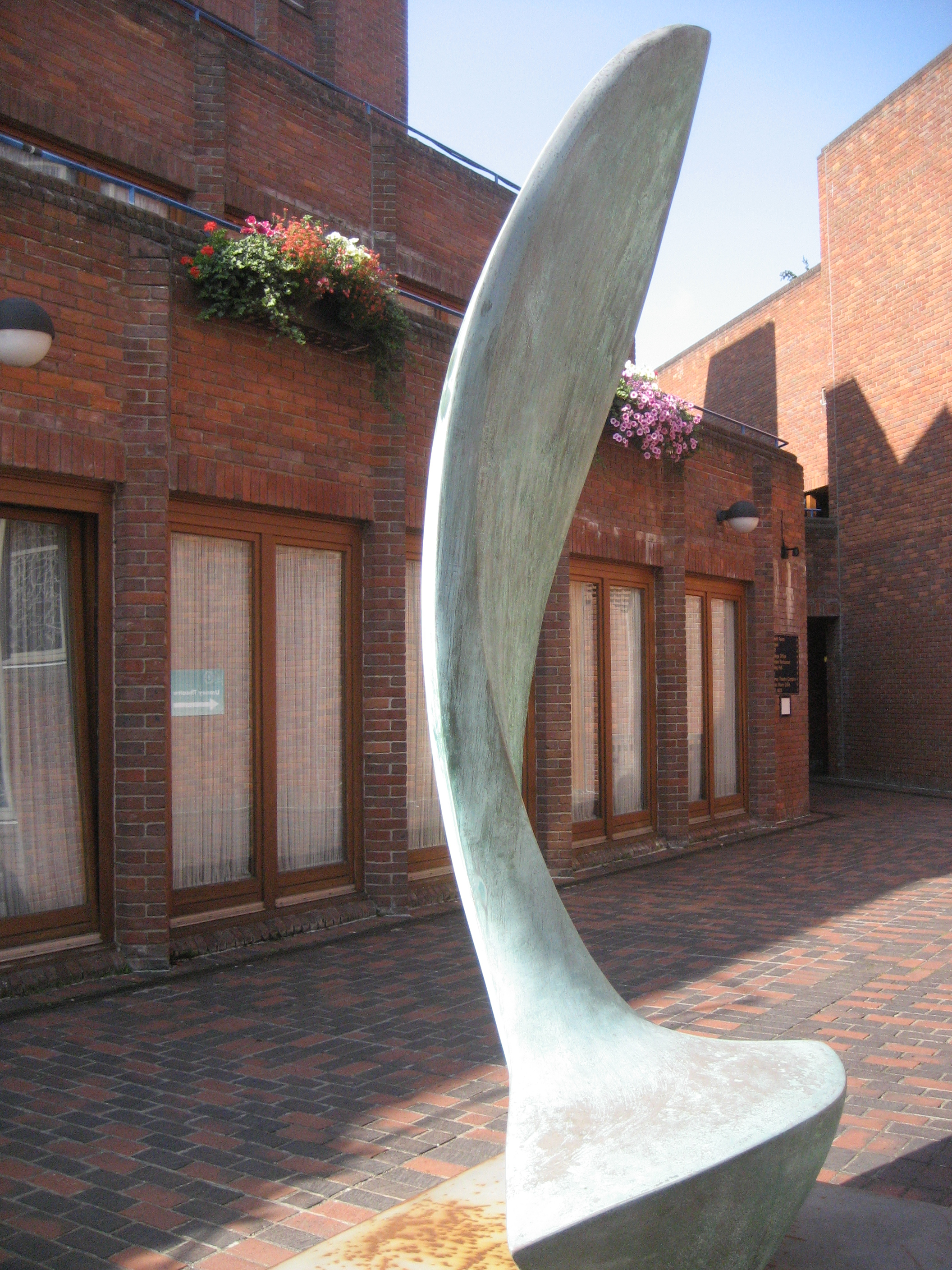
19. Finback

## Beeldenroute 3
1. Lynn Chadwick: Beast Alerted I (1990), Churchill College
2. Dhruva Mistry: Diagram of an Object (Second State) (1990), Churchill College
3. Bernard Meadows: Pointing Figure with Child (1966), Churchill College
4. Sean Crampton: Three Figures (1970), Churchill College
5. Peter Lyon: Flight (1981), Churchill College
6. Michael Dan Archer: To Boullée (graniet, 1993) - hommage aan de Franse architect Étienne-Louis Boullée, Churchill College
7. Barbara Hepworth: Four Square Walk Through (1966), Churchill College
8. Michael Gillespie: Spiral (1991), Churchill College
9. Denis Mitchell: Gemini (1973), Churchill College
10. Jonathan Clarke: Twelve (2006), Trinity Hall
11. Michael Dan Archer: Dream (2002), Trinity Hall
12. Vicki Overson: Turkhana Woman with Fish (2004), Murray Edwards College
13. Anni Collard: Festive Feeling (1988), Murray Edwards College
14. Judith Cowan: Nothing Lasts for Ever (1989), Murray Edwards College
15. Wendy Taylor: Three Dung Beetles (2000), Murray Edwards Coleege
16. Barbara Hepworth: Ascending Form (Gloria) (1958), Murray Edwards College
17. Judith Cowan: Skin and Blister (1988), Murray Edwards College
18. Christine Fox: Gathering of Owls IV (1989), Murray Edwards College
19. Austin Wright: Plantation (1976), Murray Edwards College
20. John Robinson: Genesis (1995), Isaac Newton Institute
21. John Robinson: Intuition (1993), Isaac Newton Institute
22. John Robinson: Creation (1991), Isaac Newton Institute

### Fotogalerij 3

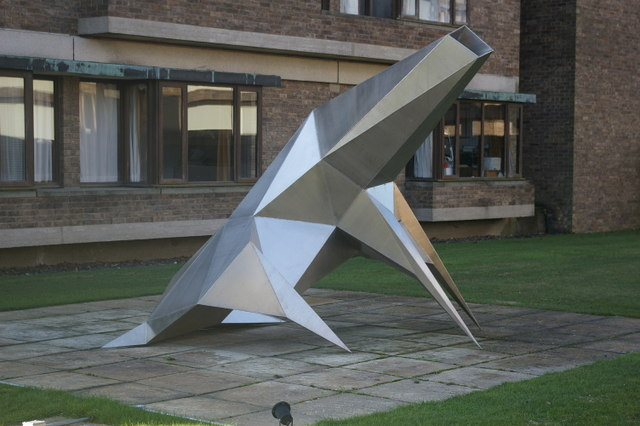
1. Beast Alerted I
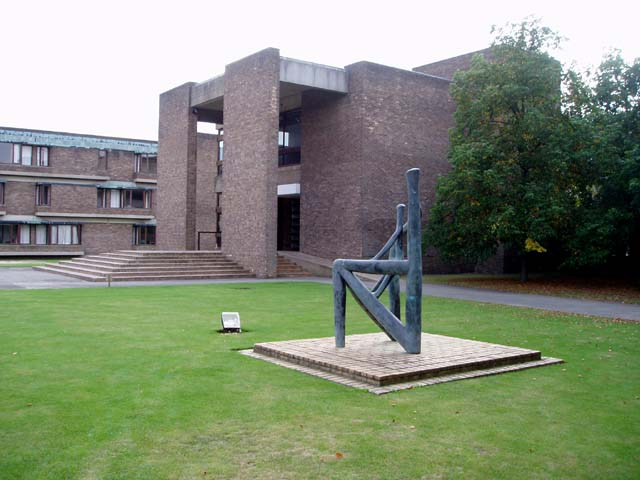
2. Diagram of an Object (Second State)
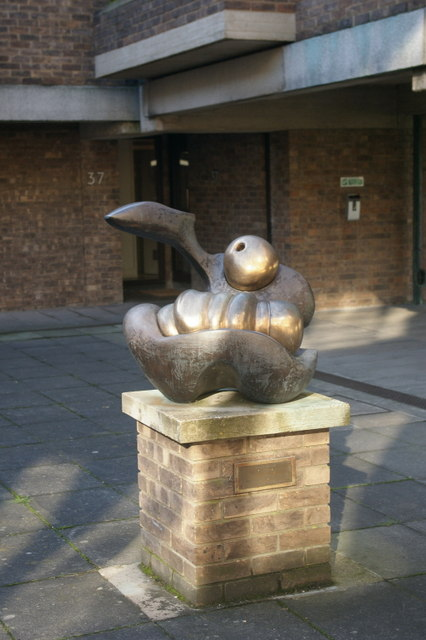
3. Pointing Figure with Child
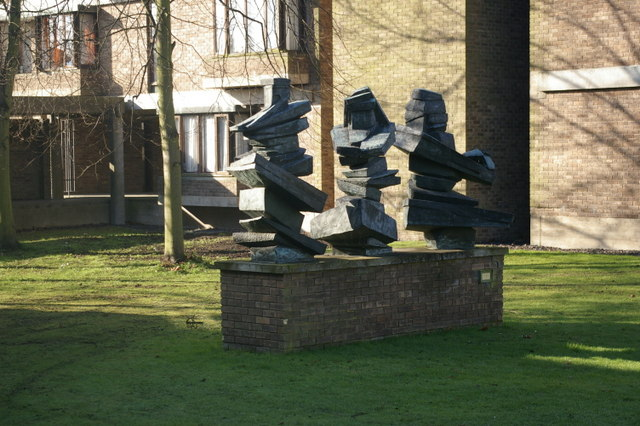
4. Three Figures
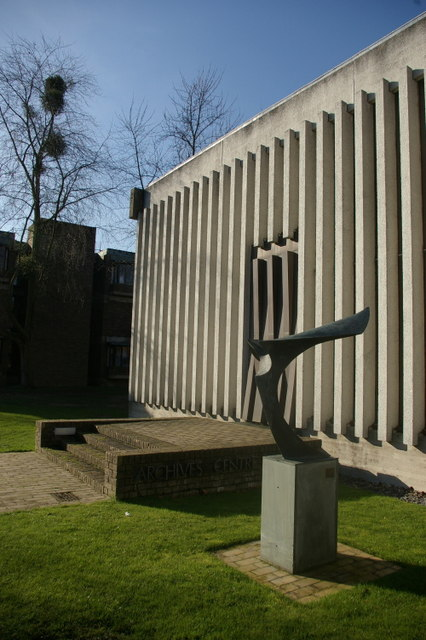
5. Flight
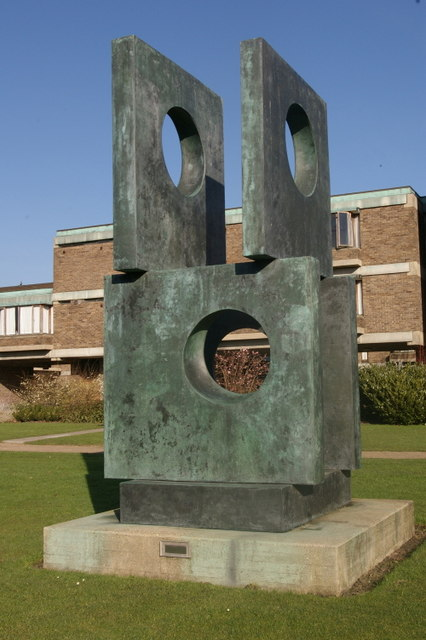
7. Four Square Walk Through
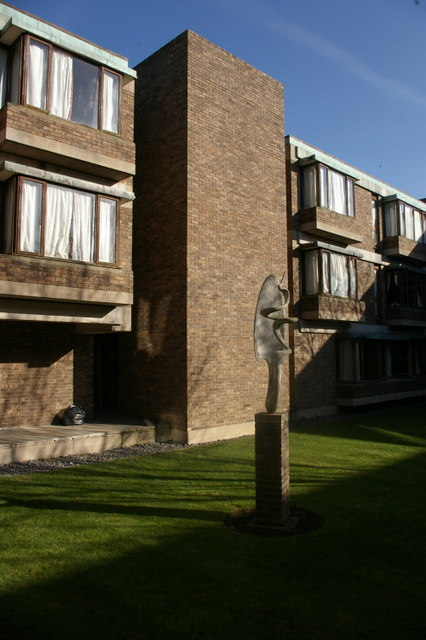
8. Spiral
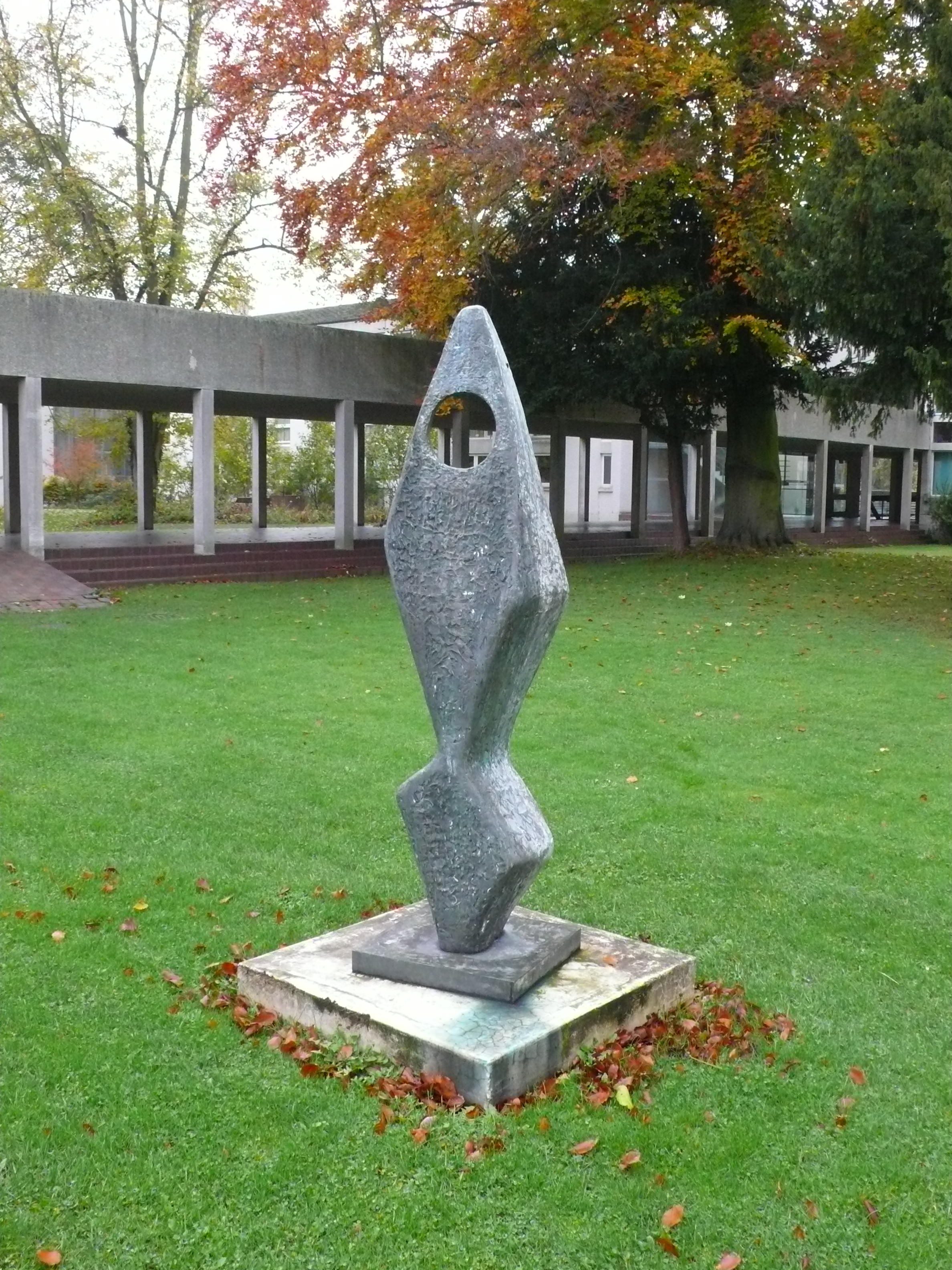
16. Ascending Form (Gloria)
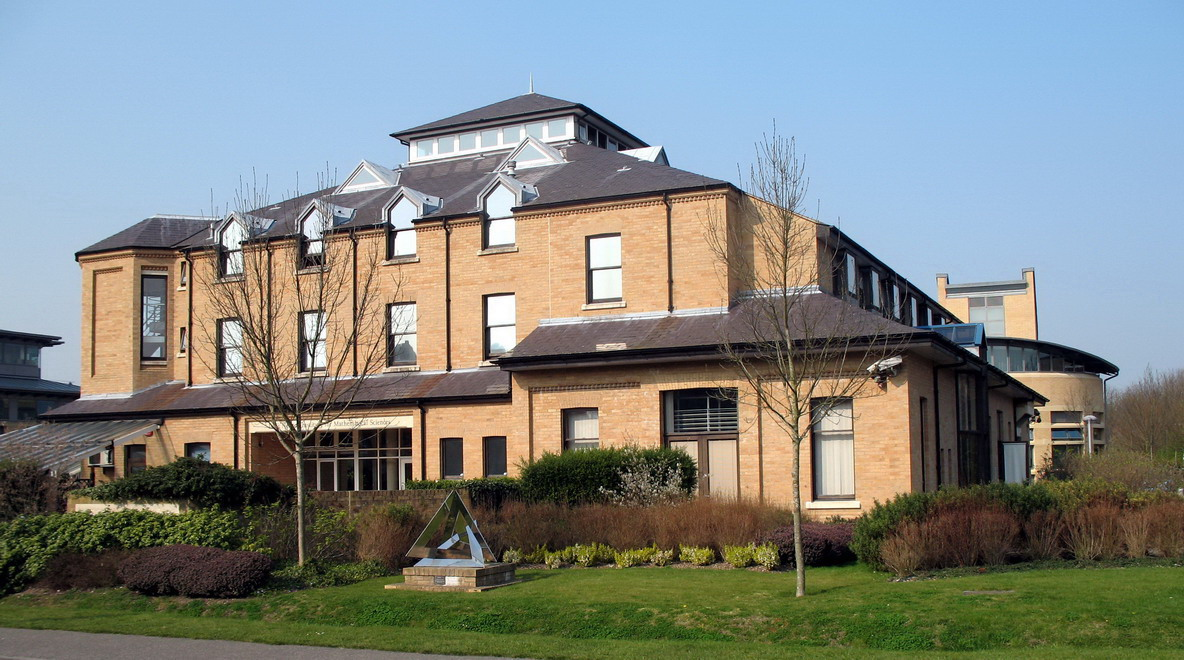
21. Intuition